# François-René de Chateaubriand

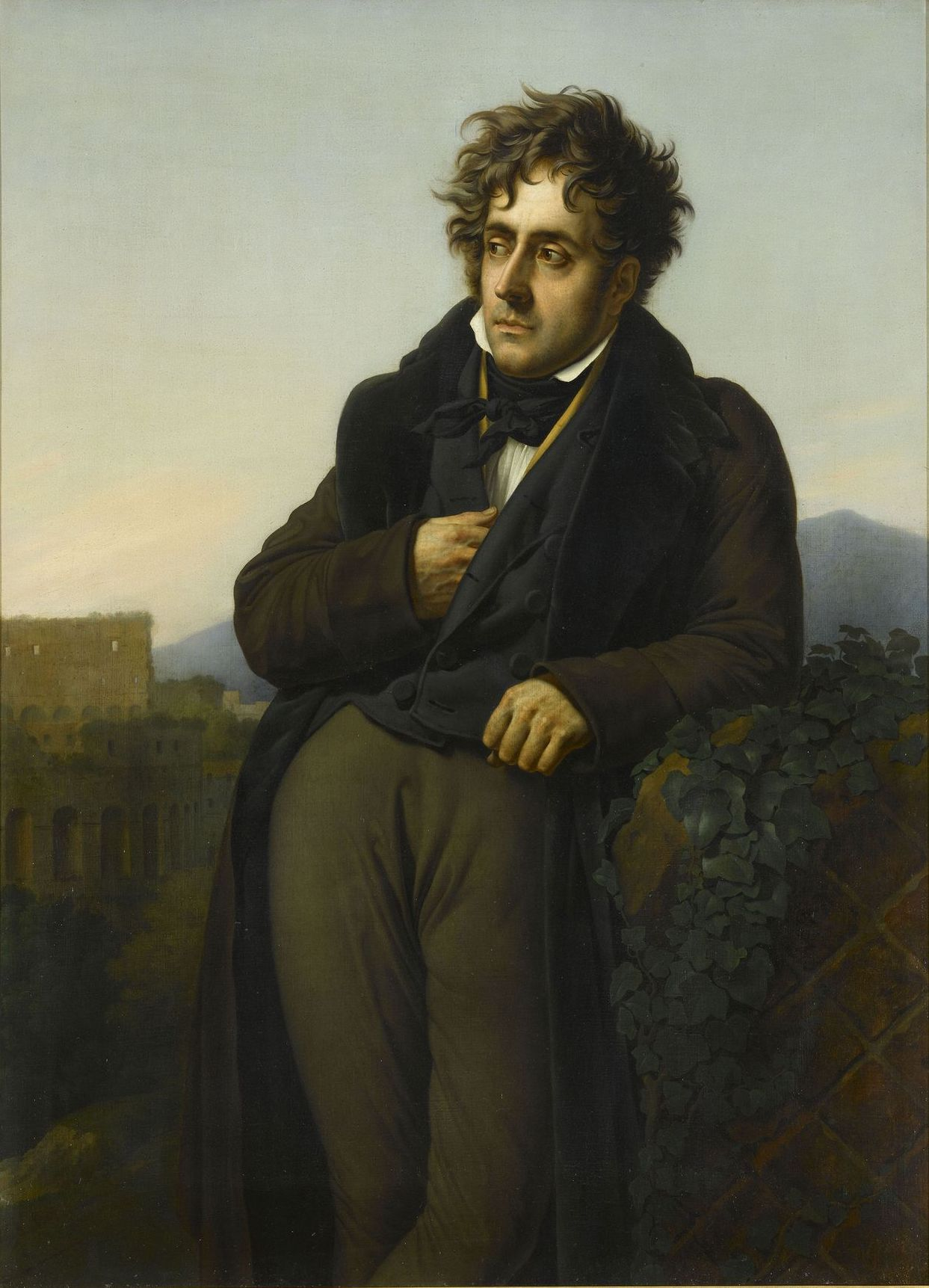
François-René de Chateaubriand, Gemälde von Anne-Louis Girodet-Trioson

François-René, vicomte de Chateaubriand (* 4. September 1768 in Saint-Malo; † 4. Juli 1848 in Paris) war ein französischer Schriftsteller, Politiker und Diplomat. Er gilt als einer der Begründer der literarischen Romantik in Frankreich.

## Biografie

### Jugend und literarische Anfänge
Chateaubriand wuchs auf in Saint-Malo und auf Schloss Combourg/Bretagne als jüngstes von zehn Kindern einer provinzadeligen Familie und schwankte zunächst zwischen einer Laufbahn als Marineoffizier (Wunsch des Vaters) oder Priester (Wunsch der Mutter). 1786 wurde er schließlich Leutnant in einem Regiment unweit von Paris und ließ sich (worauf seine Familie traditionell Anrecht hatte) von einem älteren Verwandten dem König vorstellen. Zugleich fand er Zutritt zu Salons in Paris, wo er sich ab 1787 häufig aufhielt und erste literarische Versuche unternahm.
Die Anfänge der Revolution von 1789 verfolgte er, wie viele liberale und aufgeklärte Adelige, mit Sympathie. Zunehmend unzufrieden mit der Radikalisierung der politischen Entwicklung, begab er sich 1791 auf eine neunmonatige Reise nach Amerika. Hier erkundete er vor allem die damals noch französischen Gebiete am Mississippi, wobei er von ihrer Weite und noch fast unberührten Schönheit beeindruckt, von ihren indianischen Ureinwohnern dagegen deprimiert war, weil sie ihm durch ihre Kontakte mit Europäern sich selber entfremdet erschienen.
Nach seiner Rückkehr Anfang 1792 heiratete Chateaubriand standesgemäß eine junge Adelige. Er verließ sie aber sofort und schloss sich der Armée des émigrés an, einer überwiegend aus geflüchteten französischen Adeligen bestehenden Truppe, die an der Seite Österreichs und Preußens gegen das revolutionäre Frankreich kämpfte, um König Ludwig XVI. und die Monarchie wieder in ihre absoluten Rechte einzusetzen.
1793 – Ludwig war inzwischen abgesetzt und hingerichtet, doch der Krieg ging weiter – wurde Chateaubriand verwundet und ließ sich nach seiner Genesung in London nieder. Hier lebte er armselig als Französischlehrer und Übersetzer, wurde aber zum Schriftsteller. Er verarbeitete die umfangreichen Notizen seiner Amerikareise zu zwei literarischen Texten, Les Natchez und Voyage en Amérique (die er beide aber erst viel später, 1826 und 1827, publizierte) und verfasste den Essai historique, politique et moral sur les révolutions anciennes et modernes (gedruckt 1797), eine Schrift, die politische und persönliche Reflexionen verband und seine Traumatisierung durch den Verlust der Heimat, seiner gesellschaftlichen Position und vor allem zahlreicher hingerichteter oder umgekommener Verwandter und Bekannter verarbeitet.

### Die Zeit der Erfolge

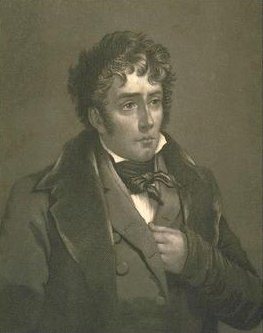
François-René de Chateaubriand

1798 wurde Chateaubriand fromm und begann das Buch Le Génie du Christianisme (Der Geist des Christentums), in dem er vor allem die ethischen, ästhetischen und emotionalen Aspekte der katholischen Religion hervorhebt und verklärt. Publizieren konnte er es 1802 in Paris, denn 1800 war er dem Aufruf Napoleons an die emigrierten Adeligen gefolgt, nach Frankreich zurückzukehren, und hatte eine Karriere als hoher Beamter begonnen. Diese Schrift, auch kurz Le Génie, war unerwartet erfolgreich und wurde einer der Auslöser der geistigen und literarischen Bewegung der Romantik. Es trug maßgeblich dazu bei, das Christentum in Frankreich zu rehabilitieren. Bei der Abfassung hatte Chateaubriand aber sicher auch opportunistische Motive: Er war sich wohl bewusst, dass Napoleon eine Re-Etablierung der Kirche und eine politische Zweckgemeinschaft mit ihr anstrebte und dass dieses Werk deshalb seiner Karriere nützlich sein konnte.
In das Werk eingefügt waren zwei längere Erzählungen, Atala (erstmals separat schon 1801 gedruckt) und René, die zu Kultbüchern einer ganzen Generation wurden. Atala, die tragische Geschichte einer jungen Halbindianerin, die den Konflikt zwischen ihrer Liebe und der Keuschheit, die sie ihrer frommen französischen Mutter gelobt hat, durch Suizid löst, wurde vor allem durch die eingestreuten stimmungsvollen Naturschilderungen vorbildhaft. René kreierte in der Figur des Titelhelden den Typ des vom „mal du siècle“, dem „Weltschmerz“, zerrissenen romantischen Künstlers und Intellektuellen – einen Typ, der dann jahrzehntelang die europäische Literatur bevölkerte.
Als 1804 Napoleon den jungen Duc d’Enghien, einen bourbonischen Prinzen und potentiellen Thronerben, entführen, verurteilen und erschießen ließ, war auch Chateaubriand empört. Er brach ostentativ mit dem napoleonischen Regime und demissionierte, da er diesen Akt als eklatante Verletzung des Freiheitsprinzips ansah. Zugleich hielt er es für angebracht, endlich mit seiner Frau zusammenzuleben, doch blieb ihr Verhältnis distanziert. Allerdings waren auch die zahlreichen Affären, die er stets nebenher hatte, nicht von Dauer und letztlich wenig glücklich. Lediglich seine Beziehung zu Madame Récamier, die er 1818 näher kennenlernte, währte länger, war aber eher nur Freundschaft.
1806 unternahm Chateaubriand eine mehrmonatige Rundreise durch Italien, Griechenland, Palästina, Nordafrika und Spanien. In Jerusalem wurde er zum Ritter vom Heiligen Grab geschlagen. Er verfasste seine Reise in dem Bericht Itinéraire de Paris à Jérusalem teils pittoresk beschreibend, teils melancholisch reflektierend schildernd. Breiten Raum nimmt in dem Buch das damals zum Osmanischen Reich gehörende Griechenland ein. Der Itinéraire blieb nach seiner Publikation 1811 nicht ohne Auswirkung auf die Begeisterung der Europäer für den Freiheitskampf der Griechen, denen es 1821 gelang, sich von der türkischen Oberherrschaft zu lösen.
1807 reiste Chateaubriand erneut nach Spanien, dieses Mal, um dort eine Bekannte, Natalie de Noailles, zu treffen, in die er sich verliebt hatte, obwohl auch sie verheiratet war. Den Zustand der ständigen Trennungen des Paares mit der Aussicht auf den unausweichlichen Verzicht (der 1812 auch erfolgte) verarbeitete Chateaubriand in mehreren Werken: 1807/1808 verfasste er das pathetische Prosa-Epos Les Martyrs, ou le Triomphe de la religion chrétienne, dessen Handlung im weitgespannten Römischen Reich des späten 3. Jahrhunderts spielt (aber viele zeitgenössische Bezüge aufweist) und sich um ein ebenfalls getrenntes Liebespaar rankt, das erst in Rom im gemeinsamen Tod als Märtyrer zusammenfindet (publiziert 1809). Von 1809 bis 1810 schrieb er die im Granada des frühen 16. Jahrhunderts angesiedelte Novelle Les aventures du dernier Abencérage, die um ein schließlich verzichtendes Liebespaar spielt. (Gedruckt erst 1826, aber aus Lesungen des Autors vielen Personen schon vorher bekannt.)
1811 versuchte sich Chateaubriand auch als Dramatiker mit der Tragödie Moïse, die jedoch unaufgeführt blieb. Im selben Jahr wurde er, nicht ohne Schwierigkeiten, denn er war ja Oppositioneller, zum Mitglied der Académie française gewählt.

### Die politische Karriere
Nach dem Sturz Napoleons und der Restauration der Bourbonen (1814/1815) trat er demonstrativ in die Dienste Ludwig XVIII. und wurde mit der Würde eines Pair de France (d. h. eines Angehörigen der Chambre des pairs, die als parlamentarisches Oberhaus fungierte) belohnt. Auch wurde er mit Missionen als Botschafter in Stockholm (1814), Berlin (1820) und London (1822) betraut. Ende 1822 war er französischer Chef-Delegierter auf dem Kongress von Verona und ließ dort Frankreich mit einer militärischen Intervention in Spanien beauftragen, wo liberale Gruppierungen dem König eine Verfassung abgetrotzt hatten, die nach dem Sieg der französischen Truppen kassiert wurde. Am 27. Dezember 1823 wurde ihm von König Friedrich Wilhelm III. der Schwarze Adlerorden verliehen. 1823/1824 war er sogar kurzzeitig Außenminister, wurde aber vom neuen König Karl X., dem jüngeren Bruder Ludwigs XVIII., entlassen. 1828/1829 fungierte er erneut als Botschafter, nunmehr in Rom.
In diesen fünfzehn politisch aktiven Jahren schrieb er weniger, betätigte sich aber publizistisch, z. B. 1818–20 als Herausgeber der Zeitschrift Le Conservateur. Nebenher verfasste er Notizen und Entwürfe für seine Memoiren, an denen er schon 1809 zu arbeiten begonnen hatte.
Nach der Julirevolution, die 1830 zur Abdankung Karls X. und zur Einsetzung des aus einer  Nebenlinie der Bourbonen stammenden Louis-Philippe d’Orléans als „Bürgerkönig“ führte, sah Chateaubriand den Adel erneut marginalisiert. Er zog sich deshalb aus der Politik zurück, auch wenn er sich hin und wieder noch für die Sache der Hauptlinie der Bourbonen einsetzte, die sich im Exil befand. 1830 nahm ihn die Bayerische Akademie der Wissenschaften als Ehrenmitglied auf.

### Die letzten Jahrzehnte
Nach seinem Rückzug aus der Politik hatte er wieder mehr Muße zum Schreiben. Er verfasste allerlei Historisches, darunter 1831 einen Band Études historiques, 1836 einen zweibändigen Essai sur la littérature anglaise, 1838 eine zweibändige Geschichte des Kongresses von Verona. Vor allem aber redigierte er, quasi als schon „jenseits des Grabes“ Befindlicher, seine Erinnerungen aus fünf Jahrzehnten tiefer politischer Umbrüche: die umfangreichen Mémoires d’outre-tombe. Sie sollten erst postum veröffentlicht werden (auch wenn er die Rechte klug schon 1836 an einen Verlag und 1844 zusätzlich an eine Zeitung verkaufte). 1842 wurde er in den preußischen Orden Pour le Mérite für Wissenschaften und Künste als ausländisches Mitglied aufgenommen.

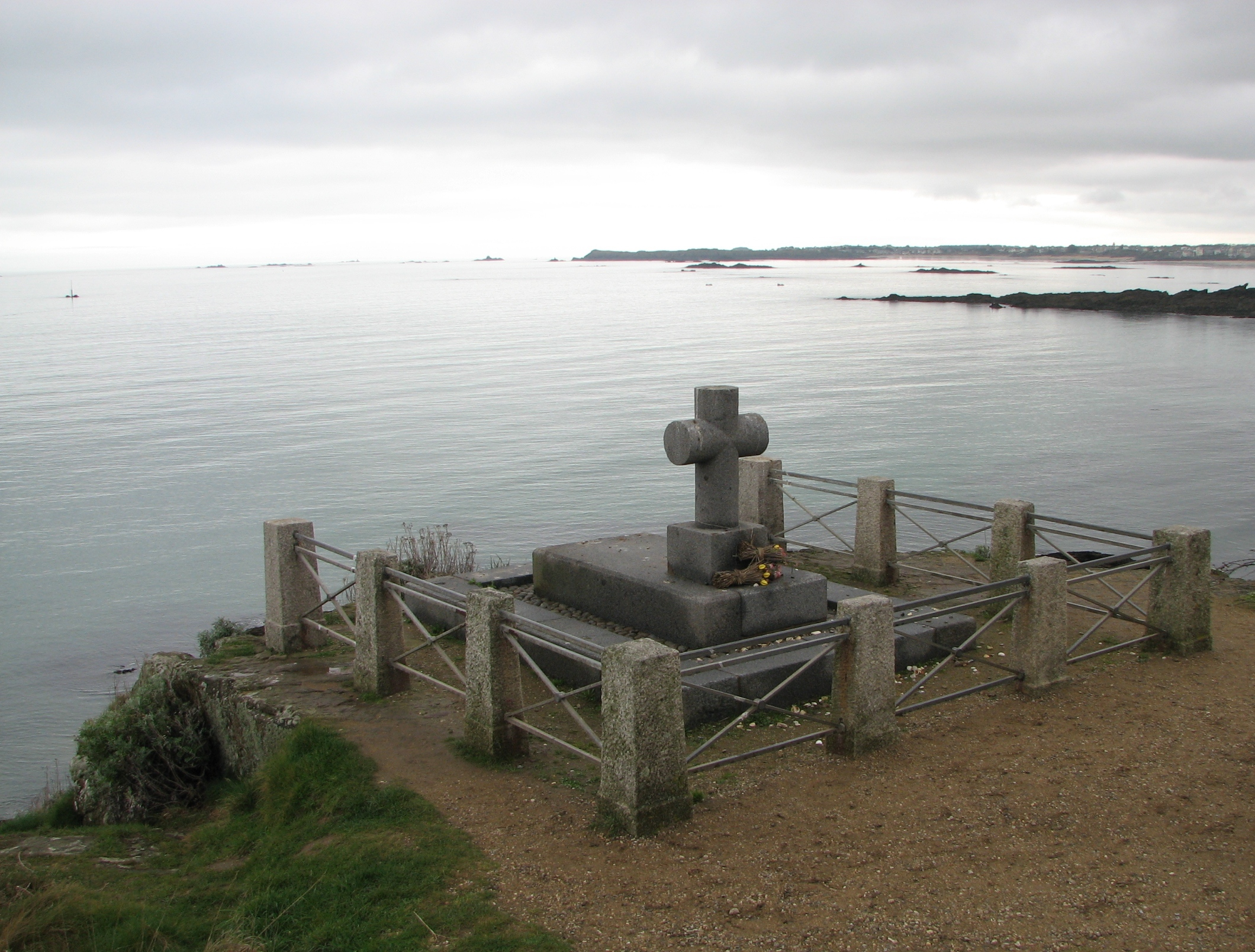
Chateaubriands Grabmal auf der Insel Grand Bé bei Saint-Malo

Sein letztes literarisches Werk war 1844 die Vie de Rancé, eine Biografie des Gründers des Trappistenordens Armand Jean Le Bouthillier de Rancé (1626–1700).
In den letzten Jahren seines Lebens war er durch eine schwere Gicht geschwächt und konnte kaum noch gehen. Er musste die Briefe, die er täglich an Juliette Récamier schrieb, diktieren und unterschrieb sie mit zitternder Hand. Nachdem er 1848 noch die Februarrevolution und die Niederschlagung der Pariser Arbeiterrevolte im Juni miterlebt hatte, starb Chateaubriand Anfang Juli 1848 in Juliette Récamiers Armen.
Da er eine innige Beziehung zum Meer hegte, wählte Chateaubriand als letzten Ruheort die Insel Grand Bé vor der Küste seiner Geburtsstadt Saint-Malo. Sein Grabmal ist heute denkmalgeschützt und trägt auf seinen Wunsch keine einzige Inschrift.

## Sprache und Werte
Chateaubriand pflegt eine bilderreiche Sprache. Er wird laut Karl-Heinz Ott bis heute für seine Anschaulichkeit und sprachliche Eleganz verehrt. Er versteht das Leben nicht als bloße Abfolge von Ereignissen, sondern lässt im Augenblickhaften ganze Welten aufblitzen. In seinen Erinnerungen begreift er die Geschichte komplex, urteilt nie summarisch, sondern hebt den Einzelfall und die besondere Situation hervor. Mit einer Fülle sinnlicher Momentaufnahmen ermöglicht er dem Leser, die Welt mit seinen eigenen Sinnen nachzuerleben. Chateaubriand ist Freigeist, politisch nicht klar einzuordnen. Wünscht er auf der einen Seite den Erhalt der Monarchie, kämpft er auf der anderen Seite etwa für uneingeschränkte Meinungsfreiheit. Verurteilt er hier die Gewalt der Revolution, weiß er ihre freiheitlichen Errungenschaften gleichzeitig zu schätzen. Seine ausschweifenden Landschaftsbeschreibungen werden auf eine Stufe mit Alexander von Humboldts Reiseschilderungen gestellt. Er sieht den Menschen getrieben und nicht zu befriedigen. Die Seele begehrt immer weiter. „Das ganze Universum befriedigt sie nicht... Die Vorstellungskraft ist reich, überströmend und wunderbar, das Leben arm, trocken und ernüchternd. Man wohnt mit vollem Herzen in einer leeren Welt.“

## Nachruhm
Chateaubriands Nachruhm als Autor beruht vor allem auf seiner Autobiografie Mémoires d’outre-tombe (Erinnerungen von jenseits des Grabs) sowie den Kurzromanen Atala und René, die seit 1805 meist gemeinsam in einem Band, aber separat von Le Génie du Christianisme, gedruckt werden. Er gilt als einer der großen Autoren der französischen Literatur und insbesondere als einer der Väter der französischen Romantik. In Frankreich gehört er zum Schulstoff und ist so bekannt wie in Deutschland Goethe.
Die Bewunderung seiner Zeitgenossen zeigt der Ausspruch Victor Hugos von 1816: „Je veux être Chateaubriand ou rien.“ (Ich möchte Chateaubriand oder nichts sein.) Proust lobte die Erinnerungsblitze in seinen Recherchen. Flaubert erfreute sich an „seinem herrlichen Stil mit dem königlichen Bogenschlag und seinem wogenden Satz“. Roland Barthes sprach von der „atemberaubenden Schönheit“ in Chateaubriands Sprache.
Nach Chateaubriand wurde ein klassisches französisches Fleischgericht bzw. ein auf bestimmte Weise aus dem Kopf eines Rinderfilets geschnittenes Stück Rindfleisch benannt: das Steak Chateaubriand.

## Werke (Auswahl)
- Essai sur les révolutions. 1797
- Atala. 1801

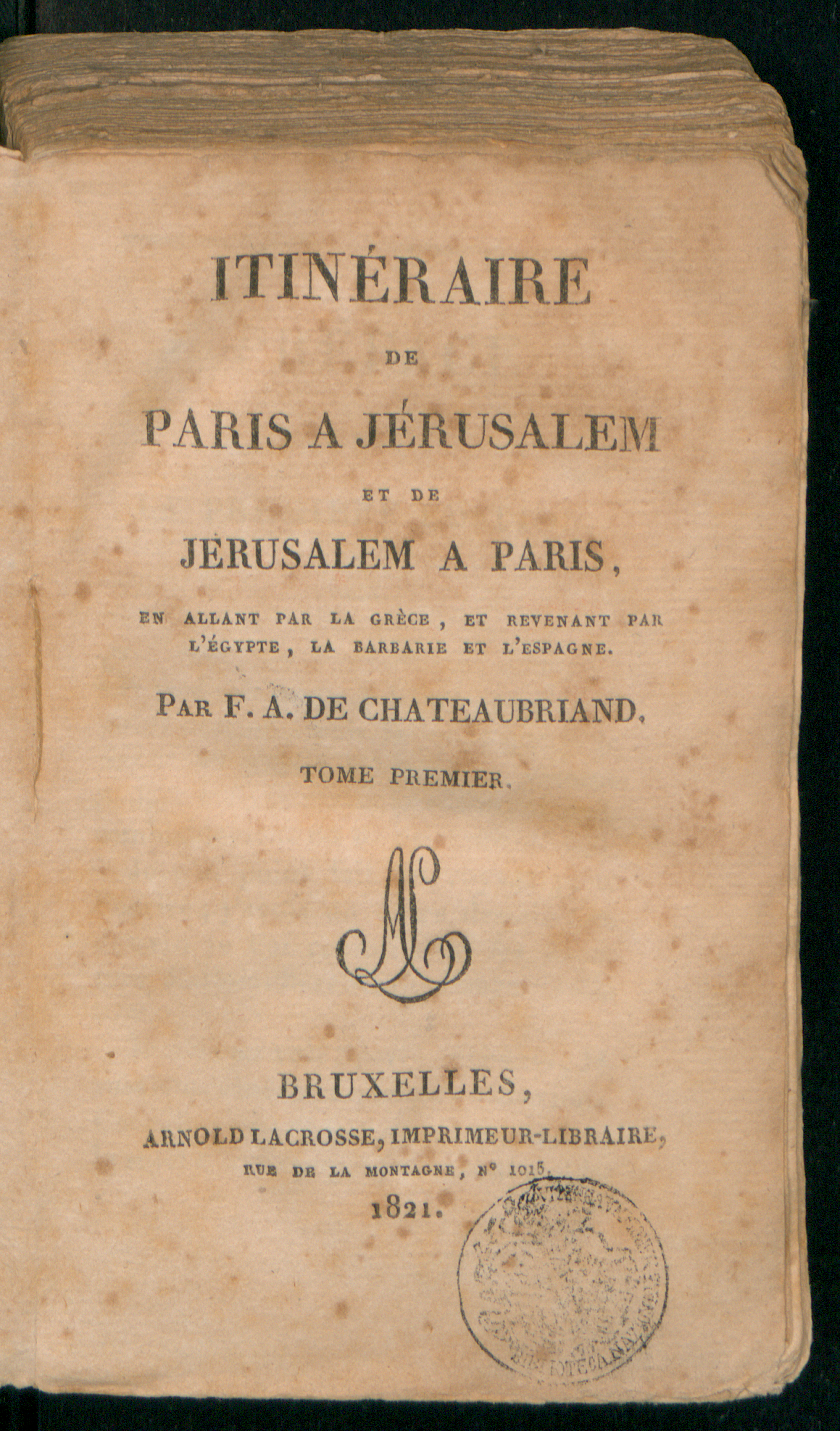
Itinéraire de Paris à Jérusalem et de Jérusalem à Paris, 1821

  - Übers. Carl Friedrich Cramer: Atala oder Die Liebe zweier Wilden in der Wüste. Voß & Co, Leipzig 1801
  - Übers. Cornelia Hasting: Atala. Dörlemann, Zürich 2018
- Le Génie du christianisme. 1802
  - Übers. Hermann Kurtz: Geist des Christenthums. Heerbrandt und Thämel, Ulm 1844
  - Übers. J. F. Schneller: Der Geist des Christenthums. Friedr. Wagner’sche Buchhandlung, Freiburg 1857
- René. 1802
  - Übers. Stephan Born: René. Spemann, Berlin o. J. (1884) Reihe: Chateaubriands Werke, 1. Enth. auch Atala und Der Letzte der Abencerragen. Mit Einl. des Übers.
- Les martyrs. 1809
  - Übers. Ludwig Anton Haßler, Die Martyrer, oder Triumph der christlichen Religion, Herder, Freiburg 1811
  - Übers. K. v. Kronfels, Die Märtyrer oder der Triumph der christlichen Religion, Wagner, Freiburg 1829
- Itinéraire de Paris à Jérusalem. 1811
  - Übers. K.L.M. Müller, W. A. Lindau, Reise von Paris nach Jerusalem durch Griechenland und Kleinasien, und Rückreise nach Paris durch Aegypten, Nordafrika und Spanien, Hinrichs, Leipzig 1811
  - Übers. L.U. Haßler, Tagebuch einer Reise von Paris nach Jerusalem durch Griechenland und von Jerusalem durch Egypten, durch die Staaten der Barbarei und durch Spanien zurück nach Paris, Herder, Freiburg 1817
- De Buonaparte et des Bourbons. 1814 Digitalisat
- Von der Restauration und von der Wahlmonarchie, oder Antwort an einige öffentliche Blätter über meine Weigerung, mich der neuen Regierung anzuschließen. Mayer, Aachen [u. a.] 1831 Digitalisat
- Übers. Andreas Neurohr: Memoire über die Gefangenschaft der Frau Herzogin von Berry. Müller, Mainz 1833 (Digitalisat)
- Vie de Rancé. 1844
- Mémoires d’outre-tombe. 1848
  - Übers. Sigrid von Massenbach: Erinnerungen. München 1968; Nachwort der Übers.
  - Übers. Sigrid von Massenbach: Erinnerungen von jenseits des Grabes. Matthes & Seitz, Berlin 2017, ISBN 978-3-95757-331-5
    - Auszug, Übers. Karl-Heinz Ott: Kindheit in der Bretagne. Aus den Mémoires d’outre-tombe. Hoffmann & Campe, Hamburg 2018